# Adrian Oțoiu
Adrian Oțoiu (n. 30 aprilie 1958, Râmnicu Sărat, județul Buzău) este prozator, eseist și traducător român.
Tatăl său a fost pilot așa încât a trait în preajma avioanelor în copilarie.
În 1981 a absolvit Institutul de Învățământ Superior din Baia Mare, secția Limba și literatura română și Limba și literatura engleză. În 2001 a primit titlul de doctor al Universității Babeș-Bolyai cu o teză intitulată Strategii transgresive în proza generației '80 sub conducerea profesorului doctor Ion Pop.
În prezent este conferențiar la Facultatea de Litere a Universității de Nord din Baia Mare. A organizat un curs postuniversitar Arhivat în 5 decembrie 2005, la Wayback Machine. la Central European University din Budapesta. A mai predat la University of Limerick (Irlanda), University of New Mexico și Carson-Newman College (SUA).
Este membru al Uniunii Scriitorilor din România și membru al ESSE (European Society for the Study of English).

## Cărți publicate

### Proză
A debutat la editura Cartea Românească în 1996, cu volumul Coaja lucrurilor sau Dansând cu Jupuita (reeditat în 2002 la Editura Paralela 45). Romanul sau a fost comparat de critici cu romanul Ulise al lui James Joyce.
A mai publicat volumele de proză scurtă Chei fierbinți pentru ferestre moi: Carte de calculatoare pentru spirite literatoare (Editura Paralela 45, 1998) și Stângăcii și enormități: Carte de calculatoare pentru spirite literatoare (Editura Paralela 45, 1999).
Povestirea Tip of the Day: Shakespeare and Computers Arhivat în 9 ianuarie 2006, la Wayback Machine.  a apărut în engleză în traducerea autorului în numărul din octombrie 2004 al revistei americane Words without Borders Arhivat în 16 decembrie 2005, la Wayback Machine., număr dedicat literaturii române.
Povestirea Reveal codes: Profesiunea domnului Onoriu a apărut în traducerea maghiară în antologia de proză contemporană românească Tizenegy kortárs román prózaíró (Literator, 2005).

### Critică literară
Trafic de frontieră. Proza generației 80 (Editura Paralela 45, 2000)
Ochiul bifurcat, limba sașie. Proza generației 80.  Vol II (Editura Paralela 45, 2003).

## Traduceri
Sub titlul La Doi Lebădoi, a tradus în limba română romanul Swim-Two-Birds al romancierului modernist irlandez Flann O'Brien (Paralela 45, 2005). Traducerea este însoțită de o introducere consistentă și de numeroase note explicative.
A tradus în limba engleză ghidul de turism cultural Tourism in Maramureș Arhivat în 19 aprilie 2001, la Wayback Machine. (Cert-Phare, 1998) și manualul pentru investitori străini Modern Elements of Entrepreneurial Training ICTWAY 2003 (Editura Fundației CDIMM, 2003).
Este autorul capitolului The seven POEs  (scris în limba engleză) din romanul experimental colectiv Naked Went the Novelist (Salzburg Seminar, Austria, 1998).

## Studii culturale, anglistică
Autor a numeroase articole în domeniul literaturii engleze și a interferențelor acesteia cu literatura română. Câteva din aceste studii sunt cuprinse în volumul Under Eastern Eyes: Cross-cultural Refractions (Editura Marineasa, 2003).
A contribuit cu un capitol intitulat Automobile Metempsychoses in the Land of Dracula la volumul Autopia: Cars and Culture Arhivat în 18 septembrie 2006, la Archive.is, editat de Peter Wollen și Joe Kerr (Reaktion Books, Londra 2002).
A sintetizat evoluția receptării românești a operei lui James Joyce în capitolul 'Le sens du pousser': On the Spiral of Joyce's Reception in Romania  din masivul studiu în două volume intitulat The Reception of James Joyce in Europe, editat de Geert Lernout și Wim Van Mierlo (Thoemmes Continuum, Londra, 2004).
Un studiu comparativ între situația culturii postcomuniste și contextele culturale postcoloniale, studiu intitulat An Exercise in Fictional Liminality: Postcolonialism, Postcommunism, and Romania's Threshhold Generation Arhivat în 15 aprilie 2003, la Wayback Machine. a apărut în revista Comparative Studies of South Asia, Africa and the Middle East Arhivat în 15 aprilie 2003, la Wayback Machine..
Otoiu a mai scris o prefață la a doua ediție românească a romanului Opera plutitoare (titlul original: The Floating Opera) de John Barth.

## Interviuri
Intelectualii români au o oroare sacră față de emoție Arhivat în 30 septembrie 2007, la Wayback Machine. interviu realizat de Iolanda Malamen în Ziua din 12 iulie 2005.
Nimic cald, nimic tactil, nimic erotic Arhivat în 10 octombrie 2008, la Wayback Machine., interviu realizat de Cristian Pătrășconiou, în Orizont din octombrie 2005.
Fabule despre perfecționism - partea I Arhivat în 16 aprilie 2013, la Archive.is și partea a II-a Arhivat în 16 aprilie 2013, la Archive.is, interviu de Raluca Alexandrescu, Observator cultural, nr. 57-58.
Cine a găsit cutia neagră a bicicletei sau Literatura romană trebuie să iasă din orfelinat Arhivat în 14 mai 2006, la Wayback Machine., răspuns la o anchetă în Echinox, 3 aprilie 2001, p. 2.

## Premii și distincții
A obținut premiul pentru debut ASPRO (1996) și premiul pentru debut al Uniunii Scriitorilor din România (1996).
În 2003 a obținut prima bursă rezidențială pentru traduceri acordată de Ireland Literature Exchange pentru traducerea romanului At Swim-Two-Birds de Flann O'Brien.
A beneficiat de burse de studiu și granturi în Austria (la Salzburg Seminar), în Germania (la Stuttgart Seminar for Cultural Studies), în SUA (invitat la universități din Delaware, New Mexico și Tennessee), Italia (Trieste Joyce School), Malta, Irlanda și Marea Britanie.

## Cronici și studii despre Adrian Oțoiu
(include doar textele disponibile online)
- Alex Budac, Coji, carcase, caroserii Arhivat în 10 octombrie 2008, la Wayback Machine., Orizont, nr. 11, noiembrie 2005, p. 4.

- Roxana Din, Cărțile democratice Arhivat în 14 mai 2006, la Wayback Machine., Echinox, 5 mai 2001, p. 2.

- Paul Cernat, Avantajele frontierei Arhivat în 16 aprilie 2013, la Archive.is, Observator cultural, nr. 63.

- Paul Cernat, Ficțiune digitală, distopie sinistrală Arhivat în 16 aprilie 2013, la Archive.is, Observator cultural, nr. 8.

- Ioan Curșeu, Trafic de frontieră Arhivat în 14 mai 2006, la Wayback Machine., Echinox, 5 mai 2001, p. 12.